# Clusia polystigma
Clusia polystigma är en tvåhjärtbladig växtart som beskrevs av Elbert Luther Little. Clusia polystigma ingår i släktet Clusia och familjen Clusiaceae. Inga underarter finns listade i Catalogue of Life.